# سوی فن آس
سوی فن آس (هلندی: Seve van Ass؛ زادهٔ ۱۰ آوریل ۱۹۹۲)  بازیکن هاکی روی چمن اهل هلند است.